# 永遠にともに/Million Films
『永遠にともに/Million Films』（とわにともに/ミリオン・フィルムズ）は、日本のフォークデュオ、コブクロの10作目のシングル。2004年10月14日発売。発売元はワーナーミュージック・ジャパン。

## 解説
前作「DOOR」以来約5か月ぶりのシングルで、コブクロの10作目シングルにして初のセルフプロデュース作品となった。この作品以降のシングル・アルバムはすべてセルフプロデュースとなっている。
「YELL〜エール〜/Bell」以来3年半ぶりにオリコンTOP10入りを達成。特に「永遠にともに」は結婚式ソングとして話題になり、結婚式における定番曲として定着することとなった。また、99週チャートインを果たしており、コブクロのシングルの中では最大のロングヒット作となっている。
シングルの初回盤にはこの楽曲のエレクトーンおよびピアノ向けアレンジの楽譜と小渕手書き風ギターコード譜がついていた。
このシングルは実質3曲A面扱いであったが、3曲目の「ここから」は表示されずに他の2曲のみの場合が多い。ベストアルバム『ALL SINGLES BEST』にも2曲のみ収録されている。
PVの監督は松本剛。コブクロの作品の中ではブルーバック合成、モーション・コントロール・カメラ等あり異色である。
2005年3月25日に放映された日本テレビ系番組『音楽戦士 MUSIC FIGHTER』で、「新郎に"内緒"で感動を!秘密の披露宴ライブ」と題した企画にてコブクロ本人が「永遠にともに」を歌った。
2006年には「永遠にともに」「Million Films」をもとにしてつくられた同名のドラマがテレビ朝日系で放送された。
2007年5月30日に日本テレビ系で全国放送された陣内智則と藤原紀香結婚披露宴の中で陣内がピアノ弾き語りによって披露し、その後まもなくオリコンチャートに再登場した。なおカラオケリクエストランキングも「ここにしか咲かない花」「桜」「蕾」と同じくらいの人気を得た。

## 収録曲
全曲 作詞・作曲：小渕健太郎、編曲：コブクロ
1. 永遠にともに
  - NHK「みんなのうた」2004年10月 - 11月使用曲。

小渕が友人の結婚式（新郎はコブクロのコンサートスタッフ・新婦もコブクロのサポートミュージシャンだった）で歌うために作った曲。原曲は結婚式の直前に短時間で製作されたため、結婚式の際には小渕1人で歌っている。その時の作詞・作曲の風景はDVD「LIVE!GO!LIFE!」に収録されている。
2015年には、docomoのCMで高畑充希が歌った替え歌が使用された。
2. Million Films
  - NTT西日本電報イメージソング。
  - カルビーポテトチップスCMソング（2007年）
  - 関西電力 CMソング（2020年）

NTT西日本のCMは関西地方中心でのオンエアだったため関東での知名度があまり高くなかったが、発売から3年程経った2007年にはカルビーポテトチップスのCMソングに使用され知名度が上がった。
3. ここから
  - コブクロがパーソナリティを務めていたラジオ番組が最終回を迎えた際、記念として作られた楽曲。
  - アルバム「MUSIC MAN SHIP」ver.と異なり最後のギターソロが無い。
4. 永遠にともに (Instrumental)
5. Million Films (Instrumental)
6. ここから (Instrumental)

## 楽曲の収録アルバム
- MUSIC MAN SHIP(#1 - #3)（#3はアルバムバージョン）
- ALL SINGLES BEST(#1,#2)
- ALL TIME BEST 1998-2018(#1,#2)
- Seasons Selection〜Autumn〜 (#2)
- ALL SEASONS BEST (#2)

## ライブ映像・音源作品
| 曲名          | 発売年 | 規格        | 作品名                                                                          | 収録日         |
| ------------- | ------ | ----------- | ------------------------------------------------------------------------------- | -------------- |
| 永遠にともに  | 2005年 | DVD         | KOBUKURO LIVE TOUR '04 "MUSIC MAN SHIP" FINAL                                   | 2004年12月26日 |
| 永遠にともに  | 2007年 | DVD/Blu-ray | KOBUKURO LIVE TOUR '06 "Way Back to Tomorrow"FINAL                              | 2006年12月3日  |
| 永遠にともに  | 2008年 | DVD         | KOBUKURO FAN FESTA 2008〜10 YEARS SPECIAL!!!!                                   | 2008年9月6日   |
| 永遠にともに  | 2012年 | CD          | ALL SINGLES BEST 2 (初回限定盤B)                                                | 2008年9月6日   |
| 永遠にともに  | 2015年 | DVD/Blu-ray | KOBUKURO LIVE TOUR 2015 "奇跡" FINAL at 日本ガイシホール                        | 2015年8月30日  |
| 永遠にともに  | 2021年 | DVD/Blu-ray | KOBUKUROAD5                                                                     | 2019年8月4日   |
| Million Films | 2005年 | DVD         | KOBUKURO LIVE TOUR '04 "MUSIC MAN SHIP" FINAL                                   | 2004年12月26日 |
| Million Films | 2006年 | DVD         | KOBUKURO LIVE at 武道館 NAMELESS WORLD                                          | 2006年5月6日   |
| Million Films | 2008年 | DVD/Blu-ray | KOBUKURO LIVE TOUR '08 "5296" FINAL                                             | 2008年6月5日   |
| Million Films | 2008年 | DVD         | KOBUKURO FAN FESTA 2008〜10 YEARS SPECIAL!!!!                                   | 2008年9月6日   |
| Million Films | 2011年 | DVD/Blu-ray | KOBUKURO STADIUM LIVE 2010〜OSAKA・TOKYO・MIYAZAKI〜                            | 2010年10月10日 |
| Million Films | 2012年 | CD          | ALL SINGLES BEST 2 (初回限定盤B)                                                | 2008年6月5日   |
| Million Films | 2015年 | DVD/Blu-ray | KOBUKUROAD2〜奇跡への軌跡〜                                                     | 2014年9月6日   |
| Million Films | 2015年 | DVD/Blu-ray | KOBUKUROAD2〜奇跡への軌跡〜                                                     | 2014年12月4日  |
| Million Films | 2018年 | DVD/Blu-ray | KOBUKUROAD3 〜KOBUKURO FAN FESTA 2017〜                                         | 2017年3月18日  |
| Million Films | 2018年 | CD          | コブクロライブ入門盤                                                            | 2008年6月5日   |
| Million Films | 2019年 | DVD/Blu-ray | KOBUKURO WELCOME TO THE STREET 2018 ONE TIMES ONE FINAL at 京セラドーム大阪     | 2018年7月22日  |
| Million Films | 2021年 | DVD/Blu-ray | KOBUKUROAD5                                                                     | 2020年10月3日  |
| Million Films | 2021年 | DVD         | Star Made (初回限定盤DVD)                                                       | 2020年10月11日 |
| Million Films | 2023年 | DVD/Blu-ray | KOBUKUROAD7                                                                     | 2023年2月16日  |
| Million Films | 2025年 | DVD/Blu-ray | KOBUKURO 25TH ANNIVERSARY TOUR 2024 "QUARTER CENTURY" FINAL at Asueアリーナ大阪 | 2024年11月10日 |
| ここから      | 2005年 | DVD         | KOBUKURO LIVE TOUR '04 "MUSIC MAN SHIP" FINAL                                   | 2004年12月26日 |

## カバー
永遠にともに
- 武田雅治（Skoop On Somebody）
  - 恋歌〜THE LATEST J-LOVE BALLAD HITS COLLECTION〜（2006年9月20日）
- 音羽ゆりかご会
  - ありがとう -旅立つぼくらのエール・ソング-（2007年12月5日）
- 美吉田月
  - pure flavor #2〜key of love〜（2008年1月16日）